# Patrik Virta
Patrik Virta, född 6 mars 1996 i Tavastehus, är en finländsk professionell ishockeyspelare som spelar för Örebro HK i Svenska hockeyligan.